# Arenillas de Riopisuerga
Arenillas de Riopisuerga – gmina w Hiszpanii, w prowincji Burgos, w Kastylii i León, o powierzchni 27,99 km². W 2011 roku gmina liczyła 189 mieszkańców.